# Marie Doro
Marie Doro est une actrice américaine née le 25 mai 1882 et décédée le 9 octobre 1956.

## Biographie
Marie Doro venait du théâtre avant d'entamer une carrière cinématographique.

## Filmographie
- 1915 : The Morals of Marcus (en) de Hugh Ford et Edwin S. Porter : Carlotta
- 1915 : The White Pearl de Hugh Ford et Edwin S. Porter : Nancy Marvell
- 1916 : The Wood Nymph (en) de Paul Powell : Daphne
- 1916 : Diplomacy de Sidney Olcott : Dora
- 1916 : Le Cœur de Nora Flynn (The Heart of Nora Flynn) de Cecil B. DeMille : Nora Flynn
- 1916 : Common Ground (en) de William C. de Mille : L'enfant
- 1916 : The Lash de James Young : Sidonie Du Val
- 1916 : Oliver Twist de James Young : Oliver Twist
- 1917 : Lost and Won de Frank Reicher : Cinders
- 1917 : Castles for Two de Frank Reicher : Patricia Calhoun
- 1917 : Heart's Desire de Francis J. Grandon : Fleurette
- 1919 : Principessa Misteriosa de Herbert Brenon
- 1919 : Midnight Gambols de James C. McKay : Irene Hendon
- 1919 : 12.10 de Herbert Brenon : Marie Fernando
- 1921 : Il Colchico e la rosa de Herbert Brenon
- 1920 : Beatrice de Herbert Brenon, d'après le roman : Béatrix, d'Honoré de Balzac : le rôle de Béatrix de Rochefide
- 1923 : Sorella contro sorella de Herbert Brenon
- 1924 : Sally Bishop de Maurice Elvey : Sally Bishop